# Tornádó

F5-ös erősségű tornádó Kanadában, Manitoba tartományban

A tornádó egy lenyűgöző, ugyanakkor félelmetes természeti jelenség, amelyet érdemes alaposabban megismerni. A tornádók az egyik legpusztítóbb meteorológiai események közé tartoznak, képesek hatalmas károkat okozni az infrastruktúrában, a természetben és az emberi életekben is. Annak ellenére, hogy a tornádók gyakorisága bizonyos földrajzi régiókra, például az Egyesült Államok középnyugati részére jellemző, világszerte előfordulhatnak, és mindenhol rettegést keltenek, ahol csak megjelennek. A tornádók kialakulása, erejük és viselkedésük rendkívül összetett, és ennek megértése fontos a katasztrófák megelőzése, illetve az emberi életek védelme szempontjából.

A tornádó pusztító erejű forgószélben megnyilvánuló meteorológiai jelenség. Jellemzője, hogy a hevesen örvénylő légoszlop a viharfelhőből indul ki, és a földfelszínnel érintkezik. A földet el nem érő felhőtölcsért tubának hívják.

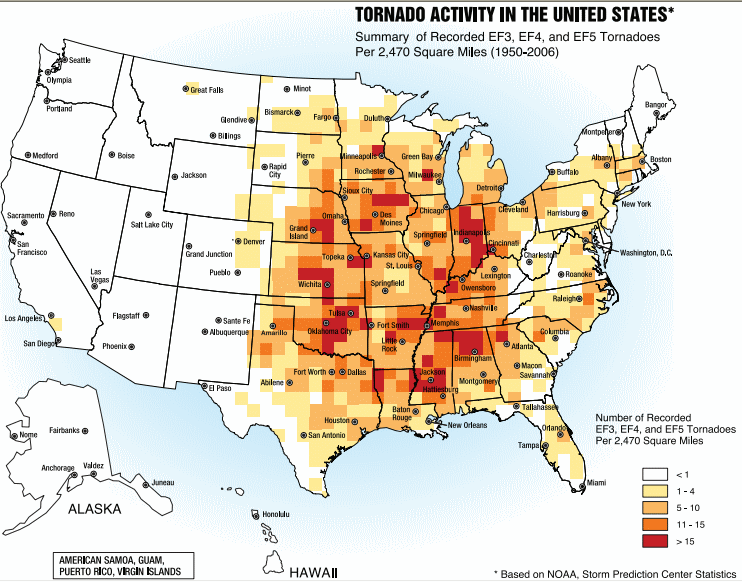
A tornádók gyakorisága az USA-ban

## Az elnevezés eredete
A tornado az angolból elterjedt nemzetközi szó, amelynek végső eredete vitatott: a források egy része szerint a spanyol tronada ’(menny)dörgés’ szó angol átvétele, amely a tronar ’(menny)dörög’ ige nőnemű befejezett melléknévi igeneve, ez pedig az azonos jelentésű latin TONARE „hangutánzósított” módosulata. Mások szerint a régi spanyol tornar (< latin TORNARE) igéből származik, melynek jelentése ’forog, (meg)fordul’ – ma már nem használják.

## Kialakulása

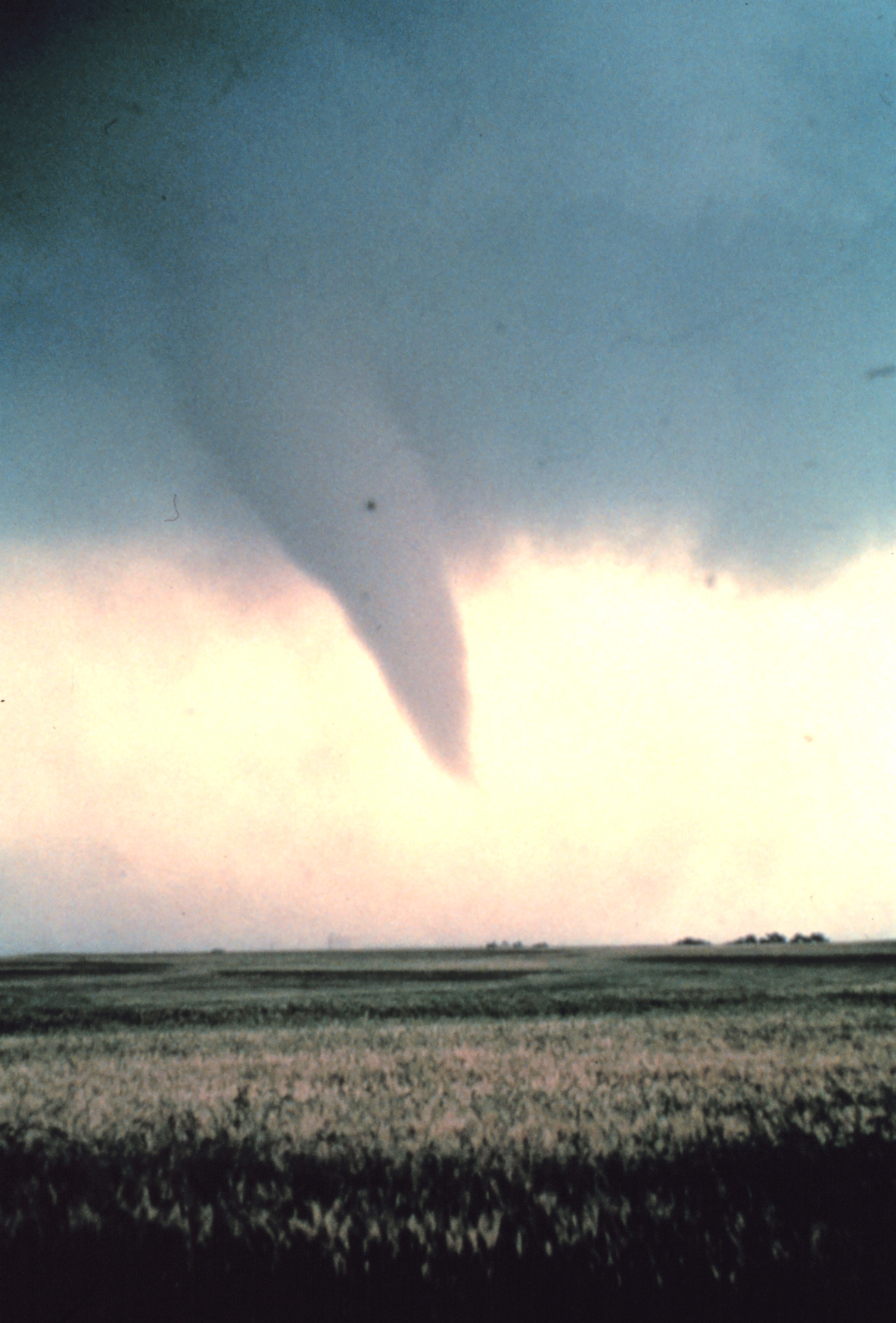
Egy kialakulóban lévő tornádó. Az ormány még nem érte el a talajt, de a föld feletti (alig látható) porfelhőcske már azt mutatja, hogy a forgószél már egészen leér

A tornádók kialakulása minden esetben nagyon erőteljes konvektív folyamatokhoz köthető. Konvekciónak a koncentrált, függőleges feláramlást nevezzük, melynek következtében alakulnak ki a szabad szemmel láthatatlan „meleg légelemek” (termikek), az egyszerű gomolyfelhők, vagy akár a nagy kiterjedésű zivatarfelhők, zivatarrendszerek is.
Feláramlást több tényező is generálhat:
- megfelelő mértékű légköri felhajtóerő (pl. intenzív napsütés hatására)
- összeáramlás, konvergencia (pl. domborzat hatására vagy hidegfront mentén)
- a szél iránya a magassággal változzon (ezt szélnyírásnak nevezzük, örvénylést tud létrehozni)

Ha a zivatarcella belsejében intenzív, és sokáig fennálló konvekció figyelhető meg (ez könnyen megtörténhet, ha a zivatarfelhő nem mozog túl gyorsan, így egy stabil rendszerként működhet, anélkül, hogy a környezetből bekeveredő hideg levegő lecsökkentené az energiáját), valamint légkör különböző rétegei közt nagy hőmérséklet- és páratartalombeli különbség áll fenn (nagy a labilitás), és a szélnyírás is pont megfelelő mértékű, akkor a zivatarfelhő függőleges tengely mentén forogni, rotálni kezd, ún. szupercella alakul ki.
A szupercellák hosszú életű, forgó zivatarok, melyekben óriási energiák tudnak hasznosulni. A felhőtető akár 10 km magasságig is felnyúlhat, a felső légkör szintjéig. Ott találhatók a nagy sebességű futóáramlatok (jetek), melyek ha éppen a cella fölött futnak, szívóhatást idéznek elő a felhő belsejében, és a felhő belseje, valamint a környezet levegője között kialakuló nyomáskülönbség miatt örvénylő mozgás alakul ki a felhőtetőtől a felhőalap felé haladva. Ha elég nagy a nyomáskülönbség, az örvény "kiléphet" a felhőből, s megjelenik a "tuba". Ha a tuba leér a felszínre, akkor tornádónak nevezzük.

## A tornádók „élete”

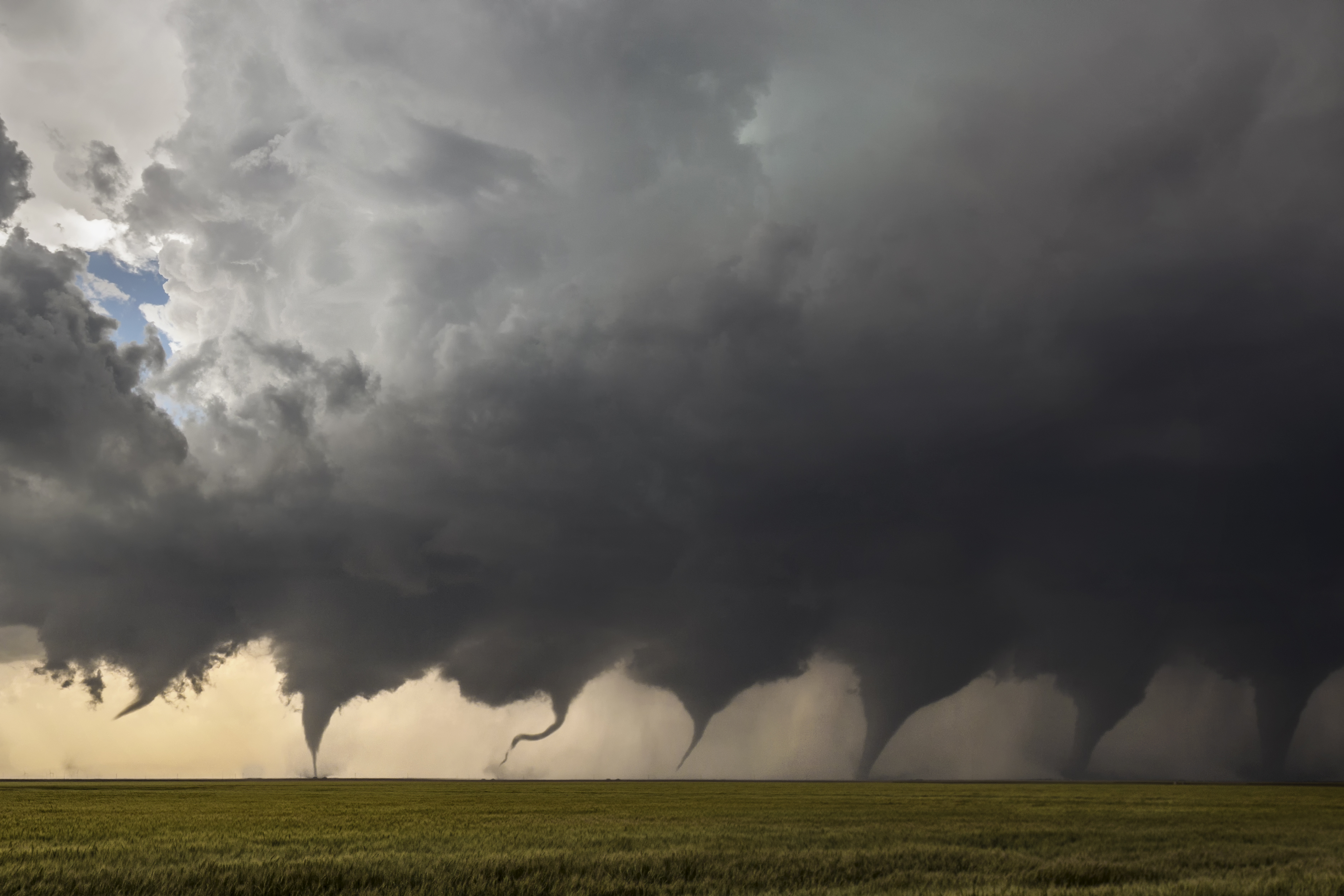
Tornádóképződés fokozatai

Egy tornádó átlagosan 20-30 percig létezik. Ez idő alatt futja be a több fázisból álló életútját.
A tornádók kialakulásának első fázisa az örvénylő fázis, amikor megszületik a felfelé mozgó levegőből (amelyből maga a viharfelhő is kialakul). Ekkor jön létre jellemző tölcsér formája is. A következő fázisban az örvény eléri a földet. Ezután gyorsan következik az ún. érett fázis, a legpusztítóbb időszak. A törmelék, amelyet a földről szívott fel a vákuum, sötétre színezi a tölcsér alsó részét. Az összeesés fázisában a tornádó gyorsan gyengül és kerülete is egyre kisebb lesz. Végül a hanyatló szakaszban az energiáját pazarló módon felélő szörnyeteg gyorsan gyengül, majd eltűnik. A szélsebesség a legvadabb tornádókban túllépheti a 680 km/órát. A leggyorsabb ismert tornádó sebessége 686 km/óra volt. A tornádók átlagos szélessége 400-500 méter. Általában 60–80 km-en át érintkeznek a felszínnel (a leghosszabb ismert tornádónyom azonban 352,4 km-es), és mindössze néhány óráig léteznek.

## A tornádók osztályozása

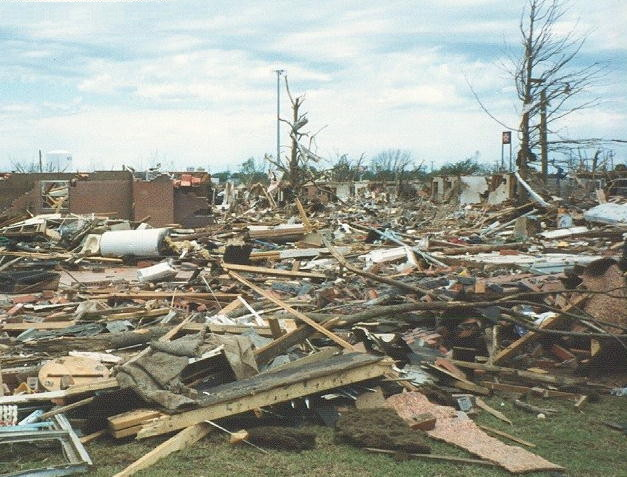
Négyes kategóriájú tornádó pusztítása

A tornádók jellemzésére – a szélerősség és a pusztítás mértéke alapján – Theodore Fujita japán meteorológus 1971-ben egy relatív osztályozást dolgozott ki, amit később, az ezredforduló elején (2000-2004) átdolgoztak. Az Egyesült Államokban 2007. február 1. óta a korrigált Fujita-skálát (Enhanced Fujita Scale, EF) használják, ami EF0-tól EF5-ig terjed, és más országok is egyre inkább ezt használják. Magyarországon inkább a Fujita skála a jellemzőbb.  
Gyakori tévhit, hogy ha nagy átmérőjű egy tornádó, akkor az nagy fokozatot is kaphat. Erre tökéletes ellen-példa a 2007 ben kialakult F5-ös Elie, Manitoba Kanadai tornádó, amely mindössze 250m átmérőjű volt, mig a 4,2 kilométer átmérőjű El Reno tornádó az EF3-as fokozatot kapta.

### A korrigált Fujita-skála
- EF0 (gyenge), Pusztitás: 105–137 km/h – a tetők sérülhetnek, eresz csatornák ledőlnek, a faágak letörnek és a gyenge gyökérzetű fák kidőlnek. (azok a tornádók amiknek nincs bejelentett pusztítása, mindig EF0-sak)
- EF1 (mérsékelt), Pusztitás: 138–177 km/h – a háztetők felszakadnak, ajtók leszakadnak, ablakok betörnek, a mobil házak felborulnak.
- EF2 (nagy), Pusztitás: 179–217 km/h – a tetőszerkezetek leszakadnak, a mobil otthonok teljesen elpusztulnak, a nagyobb fák kitörnek vagy gyökerestül kicsavarodnak, a kisebb tárgyak sodródnak a levegőben, az autók felemelkednek
- EF3 (erős), Pusztitás: 219–266 km/h – teljes emeletek tűnhetnek el, komoly sérülés nagyobb épületekben (például bevásárlóközpontok), a vonatszerelvények felborulnak, minden fa kidől vagy kitörik, nehezebb gépjárművek fölemelkednek és métereket mozognak a levegőben.
- EF4 (katasztrofális), Pusztitás: 267–322 km/h – az épületek a föld felszínével lesznek egyenlők, a tetőszerkezetek, faházak, gépjárművek és egyéb nagyobb tárgyak folyamatosan sodródnak a levegőben.
- EF5 („elképesztő”), Pusztitás: >322 km/h – a többszintes és vasbetonházak is összedőlnek, s darabjaik messzire szétszóródnak; a nehéz járművek és darabjaik több száz méternyit repülnek. Katasztrofális pusztítás mindenütt.[3] A legutóbbi EF5 tornádó az Egyesült Államokban az Oklahomai Moore városban pusztitott, 2013 Május 20.-án. Ennek oka nem az, hogy ritkábban alakul már ki erős tornádó, hanem az EF skála rendkivüli szigorúsága a régebben használt F skálával szemben: ha a tornádó nem ér rendkivül erősen épitett épületet, és azt nem rombolja le, nem érhet el EF5-ös erősséget, hiába van meg a kellő ereje hozzá. Erre jó példák a 2011 Április 27.-ei Tuscaloosa-i, amely letarolta majdnem egész Tuscaloosát, de ezek az épületek mind gyengén épitésűek voltak, a 2013 május 31.-ei El Reno, amely a valaha mért legszélesebb tornádó és eszméletlen szelei voltak (a Bridge Creek Moore tornádóéval összehasonlithatóak, amely a valaha megfigyelt legerősebb tornádó volt), "mindössze" EF3-at kapott, mert kietlen területen tevékenykedett, és a nemrég történt 2021 december 10.-ei Mayfield tornádó, amely a Tuscaoolsa-i-val hasonlóan, gyenge épitésű épületeket rombolt.[4]

### Az eredeti Fujita-skála
Hatályon kívül az USA-ban
- F0 (gyenge), szélsebesség: 64–117 km/h – a kémények ledőlnek, a faágak letörnek, a gyenge gyökérzetű fák és a közlekedési táblák kidőlnek.
- F1 (mérsékelt), szélsebesség: 117–180 km/h – a háztetők felszakadnak, a gépjárművek felborulnak vagy menet közben lesodródnak az útról, a faházak összedőlnek.
- F2 (nagy), szélsebesség: 182–253 km/h – a tetőszerkezetek leszakadnak, a gépjárművek összetörnek, a nagyobb fák kitörnek vagy gyökerestül kicsavarodnak, a kisebb tárgyak sodródnak a levegőben.
- F3 (erős), szélsebesség: 254–332 km/h – a házak összeroskadnak, a kőházak egyik-másik fala kidől, a vonatszerelvények felborulnak, minden fa kidől vagy kitörik, a gépjárművek fölemelkednek és métereket mozognak a levegőben.
- F4 (pusztító), szélsebesség: 333–418 km/h – az épületek a föld felszínével lesznek egyenlők, a tetőszerkezetek, faházak, gépjárművek és egyéb nagyobb tárgyak folyamatosan sodródnak a levegőben.
- F5 („elképesztő”), szélsebesség: 420–512 km/h – a többszintes és vasbetonházak is összedőlnek, s darabjaik messzire szétszóródnak; a nehéz járművek és darabjaik több száz méternyit repülnek. Katasztrofális pusztítás mindenütt.[5]

## Jellemzői

### Mozgási sebesség
Egy átlagos tornádó 50–60 km/órás sebességgel halad, de minden évben megfigyelnek olyanokat is, amelyek szinte egy helyben állnak, vagy éppen 90–100 km/h sebességgel robognak.

### Átmérő

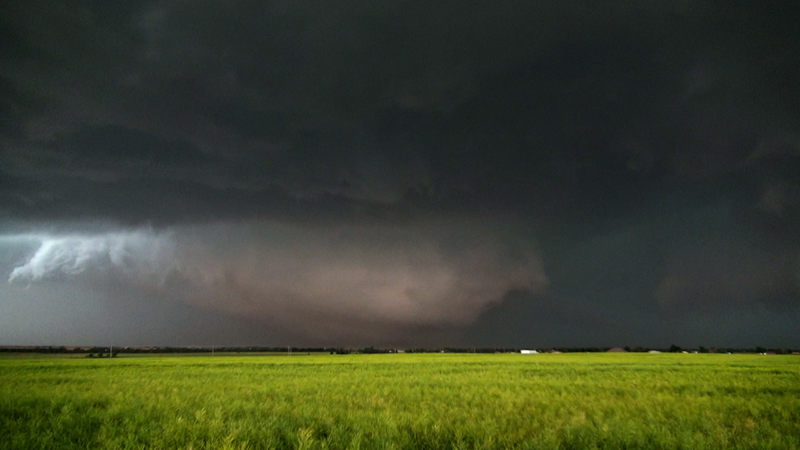
A hirhedt El Reno 4,2 kilométer átmérőjű tornádó (2013. május 31.)

A méret igen változatos lehet. Akadnak mindössze 10 méteresek, de előfordulhatnak több kilométer átmérőjűek is. Átlagos méretük 400-500 méter között van. A legszélesebb ismert tornádó 4,2 kilométer (2,6 mile) széles volt, ezt a tornádót 2013 május 31-én figyelték meg az Oklahomai El Reno mellett.

### Forgás
A forgás iránya ugyanolyan, mint a ciklonoknál. Az északi féltekén az óramutató járásával ellenkezően forognak. Ritkán az örvény viselkedhet rendellenesen is: körülbelül száz tölcsérből egy az óramutató járásával megegyezően forog az északi féltekén is, ezek az úgynevezett "anticiklonális" tornádók.

### Hogyan emel fel tárgyakat a tornádó

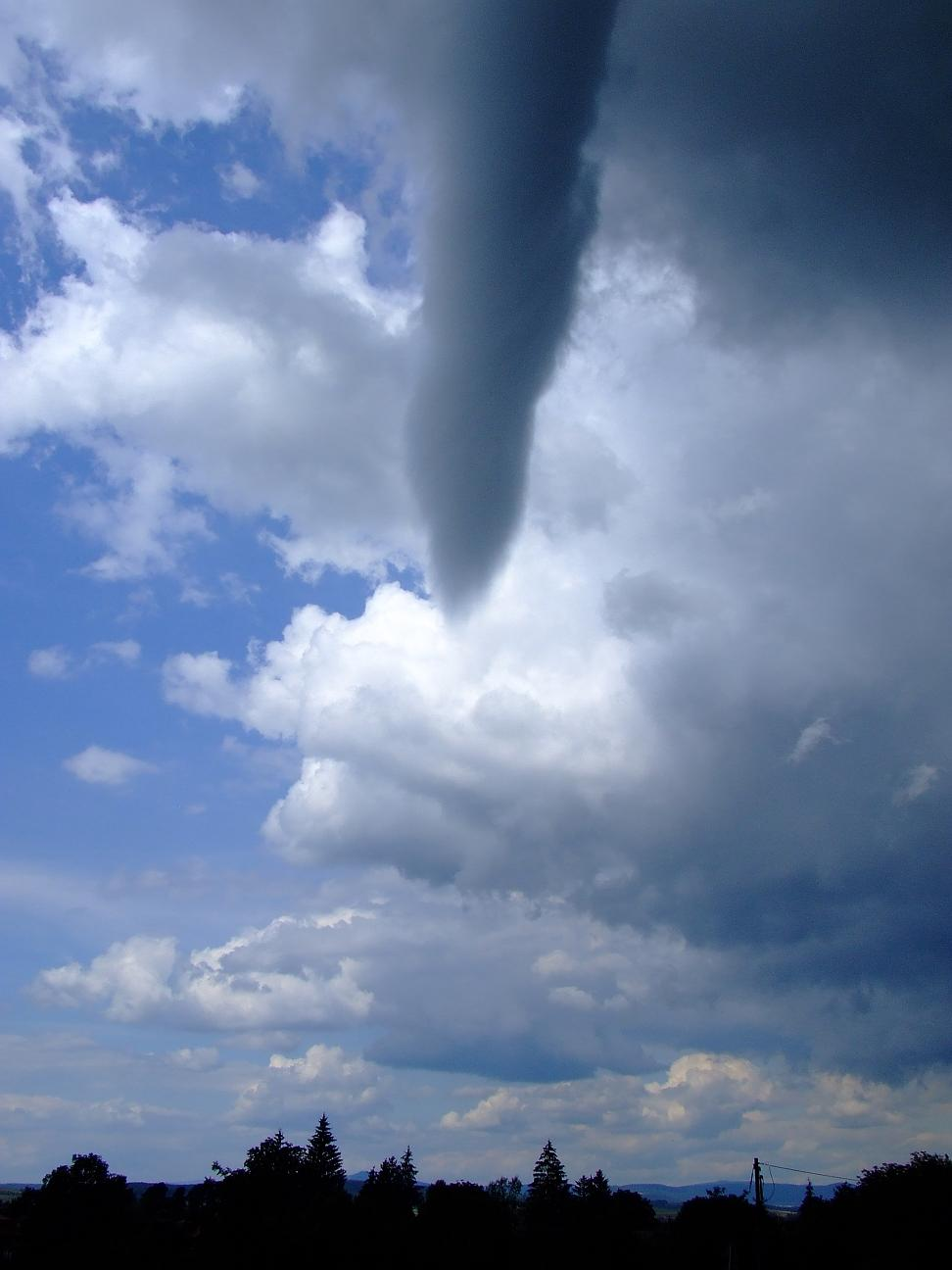
Kialakulóban lévő tornádó (tuba) Ipolytarnócon (2008. augusztus 24.)

Az élőlényeket és tárgyakat a tornádó leginkább oldalirányban hajítja el. Az, hogy az örvény igazán magasba szívja a tárgyakat, elég ritka jelenség, bár vannak olyan felvételek, ahol ez is jól megfigyelhető. Az állatokkal hasonló a helyzet. Leggyakrabban kifelé, a földhöz közel repíti őket a szél, 40-600 méteres távolságra. Néha olyan esetekről is hallani, hogy halak, szalamandrák, békák hullottak az égből. Ilyen úgy fordulhat elő, hogy a tornádó víz felett halad el, és onnan felszippantja az élőlények egy részét.

### Szórási távolság
1915-ben egy tornádó kacsák százait ragadta fel, és szórta le mintegy 38 kilométeres távolságban. 1953-ban nagy átázott matracok hullottak az égből, melyeket egy tornádó ragadott el onnan 75 kilométerre. 1991-ben egy tornádó 359 kilométeres távolságra repített el egy papírcsekket.

### A felemelt tárgyak maximális súlya
Egy tornádó egyszer 15 tonnás gépezetet mozdított el. Hogy ez felemelést vagy elcsúszást jelentett-e, nem lehet tudni. Egy közepes erejű tornádónak nem okoz nehézséget a levegőbe emelni 500–800 kg-os tárgyakat.

## Karakterisztikák
Míg elterjedt rajzokban, filmekben és egyéb médiai platformon a hagyományos "tölcsér" alakú, sötétszürke tornádó, azonban ezek a jelenségek számos formában és színben mutatkozhatnak. Egy megszántott mező közepén kialakult tornádó úgymond barnásabb színt is felvehet a sár és föld miatt, míg a vízen áthaladó tornádó a vízhez hasonló fehér vagy kékes színt fog mutatni, ezzel ellenben ez erős eső és a sötétség szürke és a fekete közötti színeket adja a jelenségnek.
A tornádók lehetenek kinézetileg felhőtől földig érőek, gyengébb tornádóknál csak a földről felkapott por látszódik egy kisebb ormánnyal magasan a zivatarfelhőben (ez a legsűrűbb Magyarországon), lehetnek egy kötélhez hasonló vékony, hosszú formát felvevőek, ezzel ellenben lehetnek úgynevezett „ék” (wedge) alakúak, amely annyit jelent, hogy a tornádó szélessége nagyobb, mint a földtől a felhőig érő magassága, amely egy hatalmas földre leérő felhő-fal szerű látványt ad.
Legveszélyesebb megjelenési formája a tornádóknak az úgynevezett „eső-takarta” (rain-wrapped) kifejezéssel jellemzőek, amely annyit foglal magába, hogy a zivatar heves esőjének esőfüggönyébe kerül a tornádó, eltakarva azt. Ez rendkívül veszélyes, mert aki nincs hozzászokva, vagy bármely riasztás hiányában nem tudja megmondani, hogy a közelgő jelenség csak nagyon heves csapadék, vagy egy rendkívül széles tornádó, amely a hozzá hasonló kinézetű esőfüggönyben rejtőzik. Az eső-takarta tornádók felelősek a legtöbb halálozásért, szerencsére nem annyira sűrűek, mivel a tornádók általában a viharok elszigeteltebb területein képződnek, de olykor ezt a területet beérheti a vihar csapadékzónája.

### Többtölcséres tornádó
Az ilyen képződményekben egy vagy több kisebb tölcsér figyelhető meg egy nagyobb örvényben. Ilyenkor mind a nagy, mind a kicsi örvény nagyon nagy pusztítást végezhet. Az ilyen jelenségekre a legjelentősebb példák a 2013 május 31-ei El reno, a 2011 április 27-ei Tuscaloosa-i és az 1999- május 3.-ai Bridge Creek Moore tornádó volt, amik közül az utóbbi a Földön valaha mért legnagyobb szelet okozta (körülbelül hivatalos adatok szerint 484 km/h volt) 
Megjelenési formában különböző alfajtákba is sorolhatóak a tornádók, ez függhet a vihar környezetétől és erősségétől is.

## Tornádók alfajtái

Tromba Mallorca mellett

### Víztölcsér (Tromba)
Hivatalosabb magyar elnevezésük a tromba. Ezek a tölcsérek is a tornádó családba tartoznak és a szárazföldiekhez hasonló módon jön létre, hasonló élettartamú és jellegű, ugyanakkor ritkán erős, jóval inkább jellemző a gyenge, nem-tornadikus eredetű tromba. Ilyeneket legfőképpen Floridában és az Észak-amerikai Felső tavakban figyelnek meg, de sűrűn létrejön az Adriai, az Égei és a Fekete tengeren, ritkán még a Balaton vizén is.
A trombák nem sűrűn érik el a szárazföldet, és általában gyengeségük miatt szét is oszlanak, de akad pár példa, amikor ez a partot elérve tovább pusztitott, ilyenkor a tromba már tornádónak minősül. Az előbb említettre egy közeli példa az 1972-es Balatonfüredi tornádó, amely eredetileg a Balaton vizén alakult ki trombaként, majd a Tihanyi-félsziget mellett haladva földet ért Balatonfürednél.

### Tűznádó
A tűznádó, az olyan tornádó amely a tűzben keletkezik. Nagy-méretű erdőtüzekben gyakran előfordul, hogy a tűzben a turbulencia és az emelkedő meleg levegő hatására a tűz önmaga egy tornádót képez. Az egyik legnagyobb példa egy legenda, amely az 1923-as japán "Nagy-Kanto földrengést" követte, a rombadőlt házakban tűz ütött ki, és kialakult egy hatalmas tűztornádó, amely tovább égette a rombadőlt város maradványait. Kevésbé mitikus példa a 2018-as Kaliforniai tűztornádó, amely a hatalmas erdőtűzben keletkezett, és elérte az EF3-as fokozatot erősségben.

## Európában
Európában a legtöbb észlelt tornádók száma az Egyesült Királyság Angliai részén van, külön az Egyesült Államokéhoz hasonlóan, itt is előfordulnak úgymond tornádó kitörések (tornado outbreak), amelyben akár több 10 tornádó is létrejöhet mindössze néhány, vagy akár 1 nap leforgása alatt. A legnagyobb ilyen Európában 1981-ben volt az Egyesült Királyságban, amelyben mindössze 2 nap alatt 104 tornádó ért a földre, többségük csupán az EF0-s és EF1-es szintet érte el, de volt amely elérte az EF2-t. Az Egyesült Királyság után Olaszországban, Németországban (északi és nyugatabbi részei), Franciaországban (annak északi, észak-keleti része) és végül a külső Benelux-Államokban látnak legtöbbet tornádót az emberek, de Hollandiában legfőképp tromba formában.
Az Észak-Olaszországi Pó-síkság a déli meleg mediterrán levegő és a hideg északról jövő alpi levegő ütközése miatt ideális terület erősebb tornádók kialakulására. Ilyen a 2015 Július 8-ai Veneto tartományban kialakult F4-es tornádó, de Németország is sűrűn lát erősebb tornádókat.
Amerika kaliberű tornádóra példa a 2021-es Csehországban kialakult tornádó, amely megölt 6 embert, és elérte az F4-es erősséget.

### Magyarországon

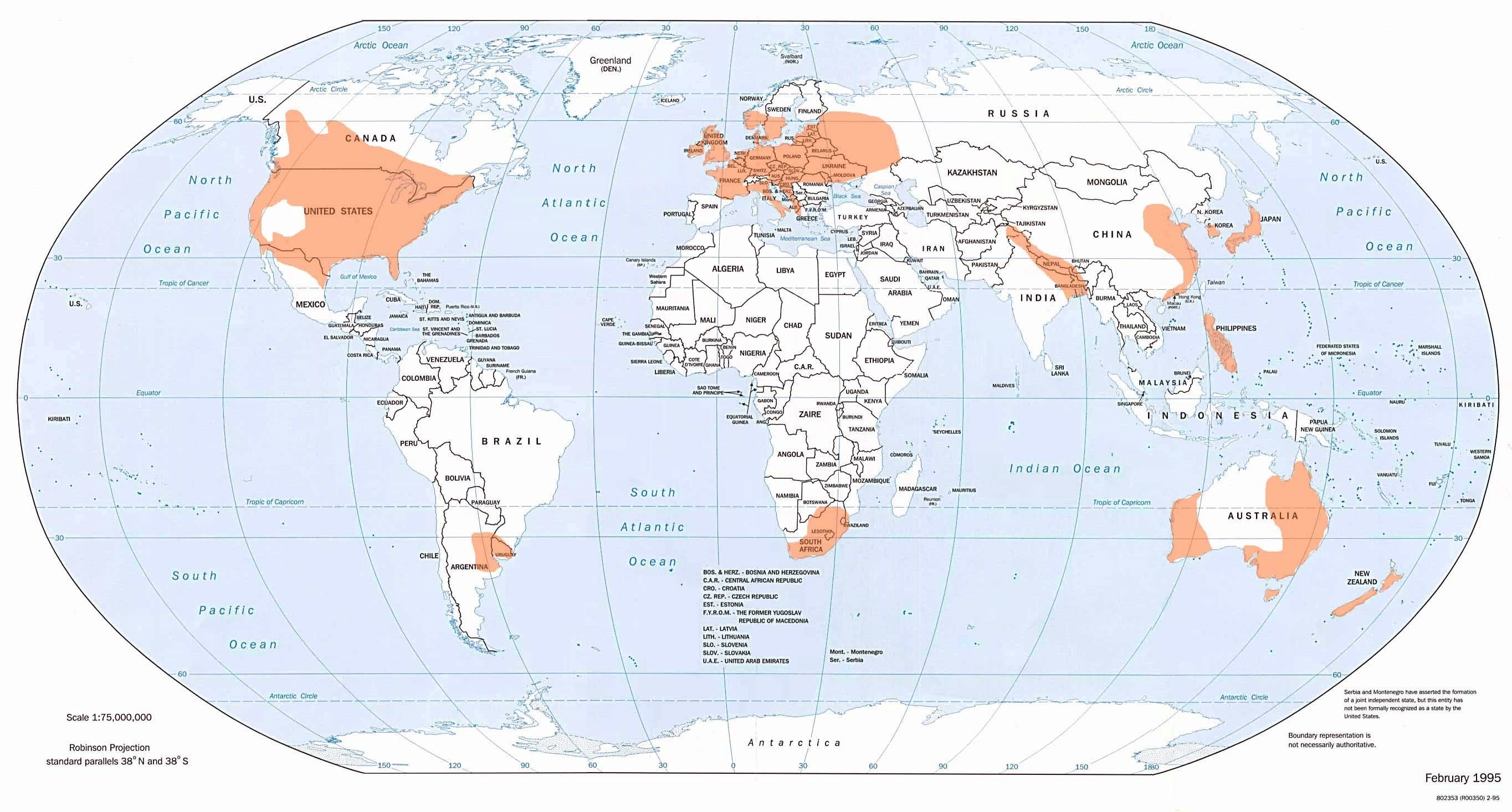
A világ azon részei, ahol a legnagyobb valószínűséggel kialakulhatnak tornádók

Magyarországon is előfordul a jelenség, meteorológusok szerint évente nagyjából 20-30 alkalommal, ennek azonban csak töredéke jut tudomásukra és többségük az EF0 fokozatot érik el, úgynevezett „nem mezociklonális“ formában. Ritkábban EF1, EF2-t. A legutóbbi rendkívül erős tornádó a 2010 augusztus 16-án kialakult Mezőkövesdi tornádó, amely az EF2 fokozatot érte el. Az ország eddigi legerősebb tornádója F4-es erejű volt, és 1924. június 13-án ért földet Biatorbágy és Páty közelében és egészen a Börzsöny lábáig elment, mire a szemtanúk szerint felemelkedett.
Megfigyelések:
- 2008. március 1. Nagyszentjános
- 2008. április 7. Csány - Az OMSZ elemzése
- 2008. május 20. Gátér - Az OMSZ elemzése
- 2008. június 8. Algyő - Az Időkép.hu cikke
- 2008. augusztus 24. Ipolytarnóc
- 2009. június 11. Adács - Az Időkép.hu cikke
- 2010. május 24. Környe - az Időkép.hu cikke
- 2010. augusztus 15., Eger - Az Időkép cikke
- 2010. augusztus 16. Mezőkövesd, Diósjenő, Hidasnémeti – Az idokep.hu cikke
- 2012. május 7. Orosháza -
- 2012. június 1. Nyíracsád - Az idokep.hu cikke
- 2013. május 12. Őr - Az idokep.hu cikke
- 2014. április 29. Mezőhegyes - Az idokep.hu cikke
- 2014. május 25. Tompa - Az idokep.hu cikke
- 2014. július 31. Alsóberecki - Az idokep.hu cikke
- 2016. június 15. Zalaháshágy- Az idokep.hu cikke
- 2016. július 1. Márkó - Az idokep.hu cikke
- 2017. május 3. Báta - Az idokep.hu cikke
- 2017. május 6. Szolnok - Az idokep.hu cikke
- 2017. május 8. Besenyőtelek - Az idokep.hu cikke
- 2017. május 15. Székesfehérvár - Az idokep.hu cikke
- 2017. május 23. Dunaújváros - Az idokep.hu cikke
- 2018. május 18. Sellye - Az idokep.hu cikke
- 2018. május 24. Györköny, Kölesd, Csanádapáca - Az idokep.hu cikke
- 2019. május 29. Debrecen - Az idokep.hu cikke
- 2019. augusztus 5. Székesfehérvár - Az idokep.hu cikke
- 2020. június 26. Sárospatak - A hvg.hu cikke
- 2021. május 17. Orosháza - Az idokep.hu cikke
- 2021. június 10. Mohács - Az idokep.hu cikke
- 2021. június 25. Kalocsa - Az idokep.hu cikke
- 2021. július 7. Dunakeszi
- 2021. augusztus 1. Tápiószele - Az idokep.hu cikke
- 2023. április 29. Szombathely-Az idokep.hu cikke
- 2023. Június 9. Szombathely - [Az idokep.hu cikke]